# Sext Tempani
Sext Tempani (en llatí Sextus Tempanius) era oficial de cavalleria sota el cònsol Gai Semproni Atratí en la guerra contra els volscs l'any 423 aC.
Van ser els seus esforços els que van salvar a l'exèrcit romà de la derrota. En agraïment el poble el va elegir tribú de la plebs l'any següent, el 422 aC. Quan un dels seus col·legues tribuns, Quint Hortensi, va voler portar a Semproni Atratí a judici per la seva conducta negligent durant la guerra, que va portar quasi a la desfeta de l'exèrcit, Sext Tempani va defensar generosament el seu antic comandant.